# Moreau (rivière, Dakota du Sud)
Pour les articles homonymes, voir Moreau et Rivière Moreau.
La rivière Moreau (en anglais Moreau River) est une rivière des États-Unis d’Amérique qui coule dans l'État du Dakota du Sud. C’est un affluent de la rivière Missouri, donc un sous-affluent du Mississippi. 

## Géographie
La rivière Moreau prend sa source en deux endroits différents ; la North Fork Moreau dans le Comté de Harding et la South Fork Moreau dans le  Comté de Butte.  Les deux bras se rejoignent dans le comté de Perkins. La rivière s'écoule ensuite vers l'Est en direction de sa confluence avec la rivière Missouri.

## Histoire
Ce sont des trappeurs et coureurs des bois français et Canadiens-français qui ont donné son nom à la rivière à l'époque de la Louisiane française et de l'exploration du Pays des Illinois.